# 알 포스터
알 포스터(영어: Al Foster 앨 포스터[*], 1943년 1월 18일 ~2025년 5월 28일)는 미국의 재즈 드러머이다. 포스터의 프로 경력은 60년대 중반 블루 미첼과 일리노이 자케를 포함한 하드 밥과 스윙 음악가들과 함께 연주하고 녹음하면서 시작되었다. 포스터는 70년대 동안 마일스 데이비스와 재즈 퓨전을 연주했고 1975년부터 1980년까지 은퇴한 동안 데이비스와 접촉한 몇 안 되는 사람들 중 한 명이었다. 데이비스가 은퇴하는 동안 포스터는 소니 롤린스, 덱스터 고든, 매코이 타이너, 호레이스 실버 등의 밴드 리더들과 어쿠스틱 재즈를 계속 연주하고 녹음했다. 포스터는 1981년 마일스 데이비스의 컴백 음반 《The Man with the Horn》에서 연주했으며, 은퇴 전과 후에 데이비스의 밴드에서 연주한 유일한 음악가였다. 80년대 중반 데이비스의 밴드를 떠난 후 포스터는 허비 행콕, 소니 롤린스, 조 헨더슨 그리고 많은 다른 밴드 리더들과 순회공연을 하고 녹음을 했다. 포스터는 또한 1978년 《Mixed Roots》를 시작으로 자신의 이름으로 여러 개의 솔로 음반을 발매했다.

## 생애
포스터는 미국 버지니아주 리치먼드에서 태어나, 뉴욕에서 자랐다. 그는 13세에 드럼을 연주하기 시작했고 20세에 블루 미첼의 《The Thing to Do》에서 녹음 데뷔를 했다.
그는 1972년 잭 디조넷이 떠날 때 마일스 데이비스의 그룹에 가입했고, 1985년까지 데이비스와 함께 뛰었다. 데이비스는 1989년 자서전에서 포스터가 1972년 맨해튼의 셀러 클럽에서 라이브 연주를 처음 들었을 때 "포스터가 저를 기절시킨 이유는 그가 그런 버릇이 있었기 때문입니다. 그리고 그는 그것을 바로 거기에 두곤 했습니다. 그것이 바로 제가 찾던 종류의 것이었습니다. 알은 다른 모든 사람들이 경기를 하고 영원히 계속할 수 있도록 설정할 수 있습니다."라고 묘사했다.
포스터는 1970년대에 작곡을 시작했고 베이시스트 더그 와이스, 색소폰 연주자 데이나 스티븐스, 피아니스트 애덤 번바움과 같은 음악가들을 포함한 자신의 밴드와 함께 투어를 했다.
알 포스터는 2025년 5월 28일, 82세의 나이로 사망했다.

## 음반 목록
With 마일스 데이비스
- In Concert: Live at Philharmonic Hall (Columbia, 1973)
- Big Fun (Columbia, 1974)
- Get Up with It (Columbia, 1974)
- Dark Magus (Columbia, 1974)
- Agharta (Columbia, 1975)
- Pangaea (Columbia, 1976)
- The Man with the Horn (Columbia, 1981)
- We Want Miles (Columbia, 1981)
- Star People (Columbia, 1983)
- Decoy (Columbia, 1984)
- You're Under Arrest (Columbia, 1985)
- Amandla (Warner Bros., 1989)
- Miles Davis at Newport 1955-1975: The Bootleg Series Vol. 4 (Columbia Legacy, 2015)

With 블루 미첼
- The Thing to Do (Blue Note, 1964)
- Down with It! (Blue Note, 1965)
- Heads Up! (Blue Note, 1967)